# Revolta de Haymarket
A Revolta de Haymarket foi um conflito que eclodiu após a explosão de uma bomba em uma manifestação em prol da jornada de oito horas de trabalho, em 4 de maio de 1886, na Haymarket Square, em Chicago, nos Estados Unidos. Durante a manifestação, inicialmente pacífica, uma bomba estourou junto ao local onde policiais estavam posicionados, matando um e ferindo outros sete. A polícia imediatamente reagiu, abrindo fogo contra os manifestantes em uma ação que resultou em dezenas de feridos, quatro mortos e mais de cem manifestantes presos.
Nos processos que se seguiram, oito anarquistas foram acusados de conspiração, sob a acusação de que um deles teria fabricado a bomba lançada contra os policiais, embora não houvesse provas concretas contra os réus. Sete deles foram condenados à morte, e o outro foi condenado a 15 anos de prisão. A pena de morte de dois réus foi comutada em pena de prisão perpétua pelo governador de Illinois Richard J. Oglesby, e um deles suicidou-se na prisão. Os outros quatro acusados foram enforcados em 11 de novembro de 1887. Em 1893, os réus sobreviventes foram perdoados pelo novo governador de Illinois, John Peter Altgeld, que também criticou duramente o julgamento dos réus.
Em homenagem às lutas dos trabalhadores de Chicago pela jornada de oito horas e em memória aos acontecimentos de Haymarket, a Segunda Internacional proclamou o 1º de maio como o Dia Internacional dos Trabalhadores. O local do incidente foi designado como um ponto histórico da cidade de Chicago em 1992. Em 1997, o Monumento aos Mártires de Haymarket, que está no local de enterro dos réus próximo ao Forest Park, foi declarado um Marco Histórico Nacional.

## Contexto histórico
Após a Guerra de Secessão, mais especificamente após a Depressão de 1873, houve uma rápida expansão da produção industrial nos Estados Unidos. Chicago era um importante centro industrial e centenas de emigrantes germânicos foram empregados ganhando $ 1,50 dólares por dia. Os trabalhadores americanos tinham uma jornada de pouco mais de 60 horas semanais, trabalhando 6 dias por semana. A cidade tornou-se palco para várias tentativas de organização sindical, exigindo melhorias nas condições de trabalho. Empregadores reagiam com medidas anti-sindicais, demitindo e "marcando" participantes, bloqueando empregados (tática que consiste em trancar trabalhadores do lado de fora do local de trabalho, impedindo-os de trabalhar), recrutando fura-greves; contratando espiões, criminosos e segurança privada e incitando conflitos étnicos numa tentativa de desunir os trabalhadores. Os jornais locais apoiavam os interesses burgueses e se opunham à mídia sindical e imigrante. Durante o abrandamento econômico entre 1882 e 1886, organizações anarquistas e socialistas estiveram ativas. A organização sindical "Knights of Labor" ("Cavaleiros do Trabalho"), que rejeitava o socialismo e radicalismo, mas apoiava a redução da jornada de trabalho para 8 horas diárias, teve um aumento de 70 mil associados, em 1884, para mais de 700 mil, em 1886. O movimento anarquista em Chicago, composto por milhares de trabalhadores (na sua maioria imigrantes), centrava-se sobre o jornal de língua alemã "Arbeiter-Zeitung" ("Times Workers"), editado por August Spies. Outros anarquistas construíam uma militância revolucionária armada. Sua estratégia revolucionária era guiada pela crença de que operações bem sucedidas contra a polícia e a tomada dos meios de produção em importantes centros industriais resultariam num apoio em massa dos trabalhadores, sendo o início de uma revolução e a consequente queda do capitalismo para a instauração de uma economia socialista.

### Desfile e greves do Primeiro de Maio
Em outubro de 1884, uma convenção presidida pela Federação de Ofícios e Sindicatos Organizados decidiu por unanimidade que o dia 1 de maio de 1886 seria a data em que a jornada de 8 horas diárias se tornaria padrão. Com a proximidade da data escolhida, os sindicatos estadunidenses organizaram uma greve geral em apoio à causa.
No dia 1 de maio, milhares de trabalhadores entraram em greve e saíram às ruas por todo o país, com o lema "Oito horas por dia sem cortes no pagamento" ("Eight-hour day with no cut in pay"). As estimativas do número de grevistas variam de 300 mil a meio milhão. Estima-se que em Nova Iorque o número de manifestantes chegava a 10 mil e em Detroit, 11 mil. Em Milwaukee, Winsconsin, foram cerca de 10 mil. Em Chicago, o centro do movimento, a estimativa é de 30 a 40 mil grevistas, e havia talvez o dobro de pessoas nas ruas participando dos atos e protestos, em forma de apoio, como por exemplo uma passeata de 10 mil  empregados dos estaleiros de Chicago. Embora os participantes desses eventos tenham somado até 80 milhares de pessoas, é discutido se houve uma marcha desse número na Avenida Michigan, liderada pelo anarquista Albert Parsons, fundador da Associação Internacional de Trabalhadores (International Working People's Association [IWPA]), sua esposa Lucy Parsons e seus filhos.